# Uramarsite
L'uramarsite (simbolo IMA: Uaa) è un minerale piuttosto raro del gruppo della meta-autunite appartenente alla famiglia dei "fosfati, arseniati e vanadati" con la composizione chimica (NH4,H3O)2(UO2)2(AsO4,PO4)2 • 6(H2O).

## Etimologia e storia
Il nome deriva dalla fusione delle iniziali dei suoi componenti, poiché il minerale è formato dagli ioni uranile, ammonio e arseniato; ciò avviene in modo simile a come è stato scelto il nome del suo analogo fosfato, l'uramphite.

## Classificazione
La Classificazione Nickel-Strunz classifica l'uramarsite nella classe "8. Fosfati, arseniati, vanadati" e da lì nella sottoclasse "8.E Fosfati e arseniati di uranile"; questa è ulteriormente suddivisa in base al rapporto di quantità esistente tra il complesso uranile (UO2) e il complesso fosfato, arseniato o vanadato (RO4), in modo tale che il minerale possa essere trovato nella sezione "8.EB UO2:RO4 = 1:1" dove forma il sistema nº 8.EB.15 insieme a chernikovite, meta-ankoleite, abernathyite, trögerite, uramphite e natrouranospinite.
Anche nella Sistematica dei lapis (Lapis-Systematik) di Stefan Weiß, l'uramarsite è elencata nella classe dei "fosfati, arseniati e vanadati" e successivamente nella sottoclasse "fosfati/arsenati di uranile e vanadati di uranile con [UO2]2+ - [PO4]/[AsO4]3- e [UO2]2+ - [V2O8]6-, nonché vanadati isotipici (serie della sincosite)", dove si trova nel sistema nº VII/E.02-165.
La classificazione dei minerali secondo Dana, usata principalmente nel mondo anglosassone, elenca l'uramarsite nella classe dei "fosfati idrati, etc." e da lì nella sottoclasse "fosfati idrati etc. con A2+(B2+)2(XO4) • x(H2O), contenenti (UO2)2+", dove forma il gruppo senza nome con il numero di sistema 40.02a.07.

## Abito cristallino
L'uramarsite cristallizza nel sistema tetragonale nel gruppo spaziale P4/mmm (gruppo nº 123) con i parametri di reticolo a = 7,19 Å e c = 9,15 Å, con una unità di formula per cella unitaria.

## Proprietà
A causa del suo contenuto di uranio pari a circa il 51,40%, l'uramarsite è un minerale radioattivo. Tenendo conto delle proporzioni degli elementi radioattivi nella formula molecolare idealizzata e dei successivi decadimenti della serie di decadimento naturale, per il minerale viene fornita un'attività specifica di circa 92,009 kBq/g (per confronto, il potassio naturale ha un'attività specifica pari a 0,0312 kBq/g). Il valore indicato può variare in modo significativo a seconda del contenuto di minerali e della composizione degli stadi, ed è anche possibile l'arricchimento selettivo o l'arricchimento dei prodotti di decadimento radioattivo e modifica l'attività.
L'uramarsite mostra la fluorescenza di colore verde tipica degli ioni uranile sia nella luce ultravioletta a onde corte, che in quella a onde lunghe; la sua durezza Mohs è pari a 2,5 e quindi può essere facilmente graffiata con l'unghia di un dito.
Il minerale è solubile in acido cloridrico (HCl).

## Origine e giacitura
L'uramarsite si può trovare nelle zone di ossidazione della mineralizzazione del solfuro di pechblenda in porfido felsitico altamente fratturato e alterato idrotermicamente.
Si trova di solito associata a calcite, arsenopyrite, pirite, galena, chistyakovaite, natrouranospinite, scorodite, 
arseniosiderite, mansfieldite, metazeunerite e trögerite.
Essendo una formazione minerale rara, l'uramarsite è stata trovata in pochi siti: a Rottweil nel Baden-Württemberg (Germania); nei distretti di Alakol e Būqar Zhyrau in Kazakhstan; a Vershino-Darasunskiy nel territorio della Transbajkalia (Russia); nel distretto minerario di "Red Canyon" nella contea di San Juan nello Utah (Stati Uniti).

## Forma in cui si presenta in natura
L'uramarsite forma aggregati scagliosi, disordinati, a placcatura sottile, grandi fino a 2 mm; raramente si sono formati cristalli sottili a placcatura sottile fino a 0,1 mm di dimensione e con un contorno quadrato, in cui sono state osservate le forme {001}, {010}.
Il minerale ha colore verde chiaro, ma diventa incolore in sezioni sottili. Il colore del suo striscio sulla mattonella di prova è bianco, mentre la sua lucentezza è vitrea.